# West Sayville
West Sayville és una concentració de població designada pel cens dels Estats Units a l'estat de Nova York. Segons el cens del 2000 tenia 5.003 habitants.

## Demografia
Segons el cens del 2000, West Sayville tenia 5.003 habitants, 1.735 habitatges, i 1.332 famílies. La densitat de població era de 1.038,5 habitants per km².
Dels 1.735 habitatges en un 36,9% hi vivien nens de menys de 18 anys, en un 65,1% hi vivien parelles casades, en un 9,2% dones solteres, i en un 23,2% no eren unitats familiars. En el 20,2% dels habitatges hi vivien persones soles el 10,5% de les quals corresponia a persones de 65 anys o més que vivien soles. El nombre mitjà de persones vivint en cada habitatge era de 2,84 i el nombre mitjà de persones que vivien en cada família era de 3,3.
Per edats la població es repartia de la següent manera: un 26,4% tenia menys de 18 anys, un 6% entre 18 i 24, un 31,1% entre 25 i 44, un 22,1% de 45 a 60 i un 14,4% 65 anys o més.
L'edat mediana era de 38 anys. Per cada 100 dones de 18 o més anys hi havia 87 homes.
La renda mediana per habitatge era de 66.917 $ i la renda mediana per família de 75.135 $. Els homes tenien una renda mediana de 54.531 $ mentre que les dones 34.483 $. La renda per capita de la població era de 24.768 $. Entorn del 3,9% de les famílies i el 4,2% de la població estaven per davall del llindar de pobresa.